# Eibau
Eibau (hornolužickosrbsky Jiwow) je místní část obce Kottmar v Horní Lužici v německé spolkové zemi Sasko. Nachází se v zemském okrese Zhořelec a má přibližně 2 800 obyvatel.

## Geografie
Leží na státní silnici B96 mezi Žitavou a Löbau.

## Historie
První historická zmínka je z roku 1352. Od 1. ledna 2013 je místní částí obce Kottmar.

## Pamětihodnosti
Obec je domovinou výroby tmavého piva Eibauer. Od roku 1993 se zde každý poslední víkend v červenci konají pivní pivní slavnosti. V obci je stále živá tradice tkalcovství a nachází se zde řada historických hrázděných domů. Na seznamu kulturních památek je historický statek Dreiseithof, kde se nachází i muzeum lokální historie. 